# Paranapanema
Paranapanema est une municipalité brésilienne de l'État de São Paulo et la Microrégion d'Avaré.